# 테즈리교

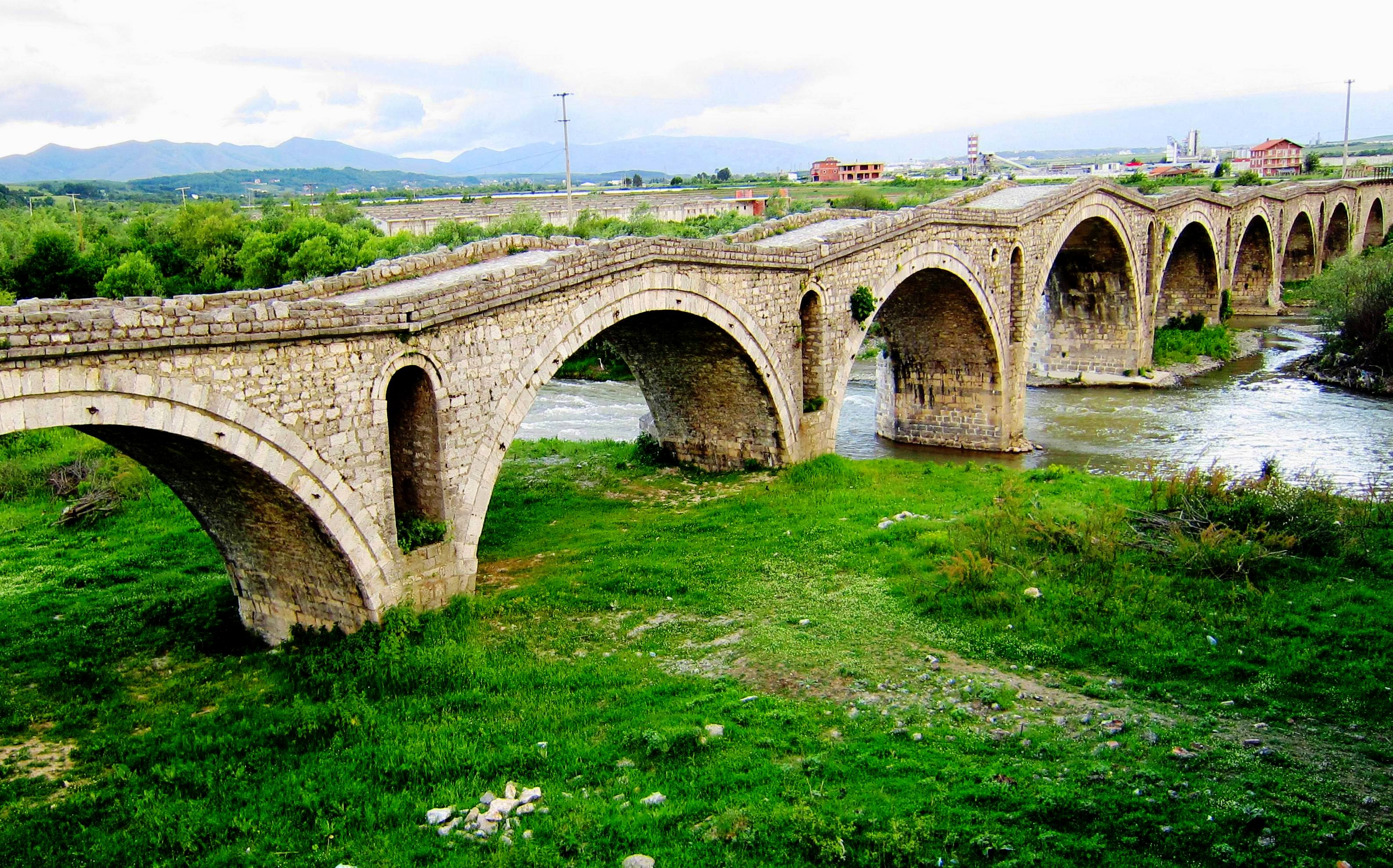
테즈리교

테즈리교(알바니아어: Ura e Terzive, 세르비아어: Терзијски мост / Terzijski most, 튀르키예어: Terzi Köprüsü)는 코소보 비슈타진에 있는 교량으로, 에레니크강 위에 있다. 코소보에 있는 대표적인 오스만 건축물 중 하나다. 15세기 말에 지어진 것으로 추측되며 18세기에 개조되었다. 주요 재건축 및 원래 모습으로의 복원은 1982년부터 1984년까지 이루어졌다. 오늘날 이 다리는 코소보의 보호를 받고 있으며 원래는 1990년 세르비아에서 특별 중요한 문화 기념물로 지정되었었다.